# Петров (Гомельський район)
Петров (біл. Пятроў) — селище в Оздзелинській сільраді Гомельського району Гомельської області Білорусі.

## Географія

### Розташування
В 9 км від залізничної станції Лазурна (на лінії Жлобин — Гомель), 16 км на північний захід від Гомеля.

## Гідрографія
На півдні меліоративні канали, з'єднані з річкою Беличанка (притока річки Уза).

## Транспортна мережа
Планування складається з прямолінійної широтної вулиці, забудованій дерев'яними будинками садибного типу.

## Історія
Засноване на початку XX століття переселенцями з сусідніх сіл. У 1926 році в Оздзелинській сільраді Уваровицького району Гомельського округу. У 1931 році жителі вступили до колгоспу. Під час німецько-радянської війни 17 жителів загинули на фронті. У 1959 році — в складі колгоспу імені С. М. Кірова (центр — село Оздзелино).

## Населення

### Численність
- 2004 — 15 господарств, 33 жителі.